# Chloris burmensis
Chloris burmensis är en gräsart som beskrevs av D.E.Anderson. Chloris burmensis ingår i släktet kvastgrässläktet, och familjen gräs. Inga underarter finns listade i Catalogue of Life.